# Planet Caravan
Planet Caravan var ett indiepop/alternativ rock band från Göteborg som bildades 1991. Bandet influerades av den engelska indievågen, den amerikanska alternativa vågen, postpunk, samt 60- och 70-talsrock.
Bandet bestod av Stefan Nilsson (sång) som senare bildade Kingston Air Force och Antenna, Magnus Andersson (bas) som tidigare hade spelat ihop med Stefan i bandet Blackberry Blossom, Fredrik Lindson (gitarr) som senare var med att bilda The Embassy och hade en sejour i bandet Easy, Eric Ringström (gitarr) senare i Kingston Air Force och därefter i Antenna, Lars Malmros (trummor) som senare spelade i Broder Daniel och var med att bilda Hästpojken.
1991 började Planet Caravan spela under namnet Verve, men då det framgick att ett band i England hette likadant bytte bandet namn till Planet Caravan. Samtidigt byttes trummaskinen ut mot trummisen Lars Malmros.
Denna sättning spelade in en 6-spårskassett, "Mars '92", med bland annat låten "Lemon" som Broder Daniel senare spelade in.
Under 1993 anslöt sig Jonas Kernell (keyboards) som också hade ett förflutet i Blackberry Blossom och som senare spelat i Sludge Nation, Kingston Air Force, Her Majesty och Love Kills, samt gästspelat med Broder Daniel, Håkan Hellström, C.Aarmé, Incka, Kristofer Åström etc.
1994 släpptes den självbetitlade debutplattan "Planet Caravan". Strax efter releasefesten för albumet, där Broder Daniel spelade som förband, upplöstes bandet.

## Medlemmar
- Stefan Nilsson - sång
- Magnus Andersson - bas
- Fredrik Lindson - gitarr
- Eric Ringström - gitarr
- Lars Malmos - trummor
- Jonas Kernell - keyboards

## Diskografi
Album
- 1994 - Planet Caravan